# Давиденко, Павел Николаевич
Павел Николаевич Давиденко (17.11.1939-18.12.2022) — российский архитектор, учёный в области архитектуры и градостроительства, член-корреспондент РААСН, академик-секретарь РААСН, заслуженный архитектор Российской Федерации (2002).
Родился 17 ноября 1939 года.
Окончил архитектурное отделение строительного факультета Уральского политехнического институт им. С. М. Кирова (1962).
С 1969 года работал в Центральном научно-исследовательском и проектном институте по градостроительству (ЦНИИП градостроительства): младший, старший научный сотрудник, заместитель директора по научной работе — главный архитектор, с 2008 г. главный научный сотрудник.
Кандидат архитектуры. Диссертация:
- Планировочная структура селитебных территорий новых городов с крупными комплексами тяжелой индустрии : диссертация … кандидата архитектуры : 18.00.00. — Москва, 1972. — 179 с. : ил.

С начала 1990-х гг. по совместительству преподавал на факультете повышения квалификации МАРХИ.
Принимал участие в разработке генеральных планов городов Набережные Челны, Саратов, Магнитогорск, Орёл.
Был одним из двух руководителей темы при разработке СНиП 2.07.01-89 и Свода правил СП 42.13330.2016 «Градостроительство. Планировка и застройка городских и сельских поселений».
В 1998 г. авторский коллектив ЦНИИП градостроительства под его руководством занял 1-е место в конкурсе на архитектурно-планировочное и объемно-пространственное решение территории, прилегающей к ММДЦ «Москва-СИТИ», с концепцией размещения в г. Москве Евровокзала.
Член-корреспондент РААСН, академик-секретарь РААСН. Заслуженный архитектор Российской Федерации (2002).
Автор более 70 научных публикаций.
Сочинения:
- Нормативы градостроительного проектирования. Методика разработки и практика применения [Текст] : монография / Мазаев А. Г., Давиденко П. Н. ; Российская академия архитектуры и строительных наук [и др.]. — 1-е изд. — Екатеринбург : [б. и.], 2018. — 277 с. : ил., табл., карты, цв. ил., карты; 21 см; ISBN 978-5-9780-1053-4 : 50 экз.
- Анализ реализации и генеральных планов и рекомендации по повышению архитектурно-градостроительного качества новых городов [Текст] : (Предварит. материал для обсуждения) / [Руководитель И. М. Смоляр] ; Гос. ком. по гражд. стр-ву и архитектуре при Гострое СССР. Центр. науч.-исслед. и проектный ин-т по градостр-ву (ЦНИИП градостр-ва) Госгражданстроя ; Авт. П. Н. Давиденко, В. П. Морозов, К. Ф. Неустроев [и др.]. — Москва : [б. и.], 1976. — 86 с. : табл.; 20 см.